# Илеђо (Удине)
Илеђо је насеље у Италији у округу Удине, региону Фурланија-Јулијска крајина.
Према процени из 2011. у насељу је живело 353 становника. Насеље се налази на надморској висини од 582 м.